# 坂巻正巳
坂巻 正巳（さかまき まさみ、1965年5月4日 - ）は、元競輪選手。日本競輪学校（当時。以下、競輪学校）第55期生。現役時は日本競輪選手会茨城支部所属。師匠は高橋洋一。初出走は1985年5月2日の岸和田競輪場で初勝利も同日。血液型はA型。

## 戦績
千葉県野田市出身。
千葉県立東葛飾高等学校在学中は陸上競技を行っていたが、卒業と共に競輪学校の適性受験を受験し合格。デビュー後しばらくは東京支部所属であったが、後に茨城へ移動している。
1991年の日本選手権競輪（一宮競輪場）において鈴木誠マークから、特別競輪初優勝を果たしたが、特別競輪出場2回目かつ日本選手権初出場であったことから、競輪ファンを大いに驚かせた。しかしその後は目立った結果を出せなかったが、1997年のふるさとダービー（観音寺競輪場）においても優勝を果たし、タイトルホルダーとして相応しい実績を残した。
日本選手権競輪 (GI) とふるさとダービー (GII) は、両方とも決勝戦で最も格下扱いの6番車で優勝したことから「フロック」扱いされる面もあるが、これはタイトルホルダーながら記念競輪（GIII）を優勝していない事からもきている。
地元の選手会では支部長に就任し、2011年3月11日の静岡競輪場第9RS級予選で5着となった直後に東日本大震災のため開催が中止となった後、同年4月に日本競輪選手会の常務理事に就任してからは競走より離れて事務に専念し、2012年6月より専務理事となった。
2016年に選手会の役員を退任したことで、同年6月27日、選手登録消除。通算戦績は2031戦223勝。

## 主な獲得タイトル
- 1991年 - 日本選手権競輪（一宮競輪場）